# Frantz Fanon
Frantz Omar Fanon (20. července 1925 Fort-de-France, Martinik, Francouzské Antily – 6. prosince 1961 Bethesda, Maryland, USA) byl martinický politický myslitel, psychiatr a marxista. Proslavil se zejména svými texty Černá kůže, bílé masky (1952) a Psanci této země (1961), v nichž shrnul důsledky kolonialismu a rasismu na mentalitu lidí. Zabýval se psychopatologickými dopady kolonialismu a lidskými, sociálními a kulturními dopady dekolonizace. Jeho práce se staly vlivnými v oblasti postkoloniálních studií, kritické teorie a marxismu. Jeho názory významně ovlivnily protikoloniální hnutí v polovině 20. století, především v Africe – Fanon sám byl panafrikanista.
Jako lékař a psychiatr Fanon podporoval Alžírsko ve válce za nezávislost na Francii a byl členem Alžírské fronty národního osvobození. Fanon je označován za „nejvlivnějšího antikoloniálního myslitele své doby“. Fanonův život a dílo již více než pět desetiletí inspirují národně osvobozenecká hnutí a další hnutí za svobodu v Palestině, na Srí Lance, v Jižní Africe a ve Spojených státech. Formuloval model komunitní psychologie, protože věřil, že mnoho pacientů s duševním onemocněním by se cítilo lépe, kdyby byli integrováni do svých rodin a komunit namísto toho, aby byli léčeni v ústavní péči. Během svého působení v Saint-Alban-sur-Limagnole pod vedením Francoise Tosquellese a Jeana Ouryho pomohl založit obor institucionální psychoterapie.
Fanon ve svých pracích zdůrazňuje význam jazyka a diskurzu. Díky tomu mají interdisciplinární povahu, přesahují oblasti psychiatrie, politiky, sociologie, antropologie, lingvistiky a literatury.

## Život

### Raný život
Frantz Fanon se narodil na karibském ostrově Martinik, který byl v té době francouzskou kolonií a nyní je francouzským zámořským departementem. Jeho otec, Félix Casimir Fanon, byl potomkem afrických otroků a pracoval jako celní agent. Jeho matka, Eléanore Médélice, byla afromartinického a alsaského původu a pracovala jako prodavačka. Frantz byl třetím ze čtyř synů v rodině s osmi dětmi. Dvě z nich zemřely mladé, včetně jeho sestry Gabriely, s níž si byl Frantz velmi blízký. Jeho rodina patřila ke střední třídě. Mohli si dovolit platit školné na Lycée Schoelcher, v té době nejprestižnější střední škole na Martiniku, kde Fanon obdivoval jednoho z učitelů této školy, básníka a spisovatele Aimé Césaira. Martinik opustil v roce 1943, když mu bylo 18 let, aby se připojil k jednotkám Svobodné Francie.

### Martinik a 2. světová válka
Po pádu Francie do rukou nacistů v roce 1940 byly vichistické francouzské námořní jednotky na Martiniku blokovány. Francouzští námořníci, kteří byli nuceni na ostrově zůstat, převzali od Martiničanů vládu a nastolili kolaborantský vichistický režim. Tváří v tvář ekonomické nouzi a izolaci v rámci blokády zavedli represivní režim. Fanon je popsal tak, že si sundali masky a začali se chovat jako „autentičtí rasisté“. Obyvatelé si často stěžovali na obtěžování a sexuální zneužívání ze strany námořníků. Zneužívání obyvatel Martiniku francouzským námořnictvem ovlivnilo Fanona, posílilo jeho pocit odcizení a znechucení z koloniálního rasismu. V sedmnácti letech Fanon uprchl z ostrova jako „disident“ (termín používaný pro Francouze, kteří se přidali ke gaullistickým silám) a odcestoval na Dominiku, aby se připojil k jednotkám Svobodné Francie. Po svržení provichystického režimu admirála Georgese Roberta v červnu 1943 se Fanon vrátil do Fort-de-France, aby se připojil k nově vytvořenému černošskému 5. pěšímu antilskému praporu.
Přihlásil se do armády Svobodné Francie a připojil se ke spojeneckému konvoji, který dorazil do Casablanky. Později byl převelen na vojenskou základnu v Bidžájy na alžírském kabylijském pobřeží. Fanon opustil Alžírsko z Oranu a sloužil ve Francii, konkrétně v bojích o Alsasko. V roce 1944 byl zraněn u Colmaru a obdržel Válečný kříž. Fanon a jeho afrokaribští spolubojovníci byli posláni do Toulonu v Provence. Později byli převezeni do Normandie, kde čekali na repatriaci.
Během války byl Fanon vystaven dalšímu rasismu. Například evropské ženy osvobozené černošskými vojáky často raději tančily s fašistickými italskými vězni, než aby se sbližovaly se svými osvoboditeli.
V roce 1945 se Fanon vrátil na Martinik. Vydržel tam ale jen krátce. Pracoval pro parlamentní kampaň svého přítele a mentora Aimé Césaira, který měl na jeho život velký vliv. Césaire kandidoval na komunistické kandidátce jako parlamentní delegát z Martiniku do prvního Národního shromáždění Čtvrté republiky. Fanon zůstal dost dlouho na to, aby dokončil bakalářský titul, načež odjel do Francie, kde vystudoval medicínu a psychiatrii.

### Francie
Fanon vystudoval v Lyonu, kde také studoval literaturu, drama a filozofii a občas navštěvoval přednášky Merleau-Pontyho. V tomto období napsal tři divadelní hry, z nichž se dochovaly dvě. Po získání psychiatrické kvalifikace v roce 1951 absolvoval Fanon stáž na psychiatrii v Saint-Alban-sur-Limagnole u radikálního katalánského psychiatra Françoise Tosquellese, který podnítil Fanonovo myšlení tím, že zdůraznil roli kultury v psychopatologii.
V roce 1948 Fanon navázal vztah se studentkou medicíny Michelle, která brzy otěhotněla. Opustil ji kvůli osmnáctileté středoškolačce Josie, kterou si vzal v roce 1952. Na naléhání svých přátel později poznal svou dceru Mireille, ačkoli s ní nebyl v kontaktu.
Během pobytu ve Francii Fanon napsal a vydal svou první knihu Černá kůže, bílé masky (1952), v níž analyzoval negativní psychologické dopady koloniálního podmanění na černochy. Původně se jednalo o rukopis doktorské disertační práce předložené v Lyonu s názvem „Esej o zneuznání černochů“, která byla reakcí na rasismus, s nímž se Fanon setkal při studiu psychiatrie a medicíny na lyonské univerzitě; odmítnutí disertační práce přimělo Fanona k jejímu vydání jako knihy. K doktorátu filozofie předložil další disertaci užšího rozsahu a s jiným tématem. Levicový filosof Francis Jeanson, vůdce sítě příznivců alžírské nezávislosti, si přečetl Fanonův rukopis a jako odpovědný redaktor pařížského nakladatelství Éditions du Seuil dal knize nový název a napsal její epilog.
Poté, co Jeanson obdržel Fanonův rukopis, pozval ho na redakční schůzku. Během chvály, kterou Jeanson na knihu skládal, Fanon vykřikl: „Na negra to není špatné, že?“ Uražený Jeanson vyhodil Fanona ze své kanceláře. Až dodatečně se Jeanson dozvěděl, že si svou reakcí vysloužil spisovatelův celoživotní respekt, a Fanon přistoupil na jeho návrh, aby se kniha jmenovala Černá kůže, bílé masky.
Fanon v knize popisuje nespravedlivé zacházení s černochy ve Francii a skutečnost, že je běloši neuznávají. Černoši navíc zažívali tváří v tvář bělochům pocit méněcennosti. Fanon se domníval, že přestože umí mluvit francouzsky, nemohou se plně začlenit do bělošského světa.

### Alžírsko
Po skončení praxe se Fanon ještě rok věnoval psychiatrii v Pontorsonu u Mont Saint-Michel a poté (od roku 1953) v Alžírsku. Byl šéfem služby v alžírské psychiatrické nemocnici Blida-Joinville. Pracoval zde až do své deportace v lednu 1957.
Fanonovy léčebné metody se začaly zdokonalovat, zejména zahájením socioterapie, která měla navázat kontakt s kulturním zázemím jeho pacientů. Školil také zdravotní sestry a stážisty. Po vypuknutí alžírské revoluce v listopadu 1954 se Fanon připojil k Front de Libération Nationale (FLN) poté, co v roce 1955 navázal kontakt s Pierrem Chauletem v Blidě. Při práci ve francouzské nemocnici v Alžírsku se Fanon stal zodpovědným za léčbu psychických potíží francouzských vojáků a důstojníků, kteří prováděli mučení s cílem potlačit protikoloniální odpor. Kromě toho byl Fanon také zodpovědný za léčbu alžírských obětí mučení.
Fanon podnikl rozsáhlé cesty po Alžírsku, m do oblasti Kabylie, aby studoval kulturní a psychologický život Alžířanů. Příkladem může být jeho ztracená studie „Marabout ze Si Slimane“. Tyto cesty byly také příležitostí k tajným aktivitám, zejména k návštěvám lyžařského střediska Chrea, které ukrývalo základnu FLN.

### Vstup do FLN a vyhnání z Alžírska
V létě 1956 si Fanon uvědomil, že už nemůže dále pomáhat francouzskému úsilí, a to ani nepřímo prostřednictvím své práce v nemocnici. V listopadu podal „Rezignační dopis ministrovi pro místní záležitosti“, který se později stal v antikolonialistických kruzích vlivným textem.
Krátce poté byl Fanon vyhoštěn z Alžírska a přestěhoval se do Tunisu, kde se otevřeně připojil k FLN. Byl členem redakčního kolektivu listu Al Moudjahid, pro který psal až do konce svého života. Působil také jako velvyslanec prozatímní alžírské vlády (GPRA) v Ghaně. Zúčastnil se konferencí v Akkře, Konakry, Addis Abebě, Leopoldville, Káhiře a Tripolisu. Mnoho jeho kratších spisů z tohoto období bylo posmrtně shromážděno v knize Pour la Revolution Africaine (Za africkou revoluci, 1964). V této knize Fanon odhaluje válečnou taktiku. V jedné kapitole se zabývá tím, jak otevřít jižní frontu a jak vést zásobovací trasy.
Po návratu do Tunisu, po vyčerpávající cestě přes Saharu, která měla otevřít třetí frontu, byla Fanonovi diagnostikována leukémie. Odjel se léčit do Sovětského svazu, kde došlo k ústupu nemoci. Když se opět vrátil do Tunisu, nadiktoval svoji poslední knihu: Psanci této země (1961). Když nebyl upoután na lůžko, přednášel důstojníkům Armée de Libération Nationale (ALN) v Ghardimao na alžírsko-tuniské hranici. Odcestoval do Říma na třídenní setkání s Jean-Paulem Sartrem, který výrazně ovlivnil jeho dílo. Sartre souhlasil, že napíše předmluvu k Psancům této země.

### Smrt
Když se Fanonův zdravotní stav zhoršoval, jeho společníci ho vyzvali, aby se jel léčit do USA, jak mu doporučili jeho sovětští lékaři. V roce 1961 zorganizovala CIA pod příslibem utajení cestu k pokračování v léčbě leukémie v zařízení Národního institutu zdraví.
Fanon zemřel na dvojitý zápal plic v Bethesdě ve státě Maryland 6. prosince 1961 poté, co konečně zahájil léčbu. Byl přijat pod jménem Ibrahim Omar Fanon, což byl libyjský pseudonym, který přijal, aby se mohl dostat do nemocnice v Římě poté, co byl zraněn v Maroku během mise Alžírské fronty národního osvobození. Po svém pohřbu v Tunisku byl pohřben v Alžírsku. Později bylo jeho tělo převezeno na hřbitov mučedníků (Chouhada) v Aïn Kerma ve východním Alžírsku.
Frantze Fanona přežila jeho francouzská manželka Josie (rozená Dublé), jejich syn Olivier Fanon a dcera z předchozího vztahu Mireille Fanon-Mendès France. Josie Fanonová byla později rozčarovaná z vlády a po letech depresí a pití spáchala v roce 1989 v Alžíru sebevraždu. Mireille se stala profesorkou mezinárodního práva a řešení konfliktů a působí jako prezidentka Nadace Frantze Fanona. Olivier se stal předsedou Národní asociace Frantze Fanona, která byla založena roku 2012 v Alžíru.

## Dílo
Fanon je známý především díky klasické analýze kolonialismu a dekolonizace v knize Psanci této země. Ta vyšla poprvé v roce 1961 s předmluvou Jeana-Paula Sartra. Analyzuje v ní roli třídy, rasy, národní kultury a násilí v boji za národní osvobození. Tvrdí, že dekolonizace je ze své podstaty násilným procesem, jelikož vztahy mezi osadníky a domorodci jsou binárním vztahem protikladů. Osadnický kolonialismus vytváří v domorodcích napětí, které časem roste a v mnoha ohledech je osadníky podporováno. Toto napětí se zpočátku mezi domorodci uvolňuje, ale nakonec se stává katalyzátorem násilí vůči osadníkům.

### Černá kůže, bílé masky
Kniha Černá kůže, bílé masky vyšla poprvé ve francouzštině pod názvem Peau noire, masques blancs v roce 1952 a je jedním z Fanonových nejvýznamnějších děl. V knize Fanon pomocí psychoanalitických postupů zkoumá utlačované černochy, již jsou v bělošském světě, v němž žijí, pokládáni za méněcenné bytosti, a studuje, jak se v něm orientují prostřednictvím performance bělošství. Zejména v souvislosti s jazykem hovoří o tom, že používání jazyka kolonizátora černochem je kolonizátorem vnímáno jako predátorské, a nikoli transformační, což může ve vědomí černocha vyvolat nejistotu. Vzpomíná, že sám v dětství čelil mnoha napomenutím, že používá kreolskou francouzštinu namísto „pravé francouzštiny“ nebo „francouzské francouzštiny“, tedy „bílé“ francouzštiny. Nakonec dochází k závěru, že „ovládnutí jazyka [bělocha/kolonizátora] za účelem svého uznání jakožto bělocha odráží závislost, která podřizuje lidskost černocha“.

#### „Černoch a jazyk“
V této kapitole se Fanon zabývá tím, jak „barevné“ lidi vnímali běloši. Fanon píše, že černoch má dvě dimenze. Jednu ve vztahu ke svým společníkům a druhou k bělochům. Černoch se chová jinak k bělochovi než k jinému černochovi. Tvrdí, že o tom, zda je toto rozdělení sebe sama přímým důsledkem koloniálního podmanění, není pochyb. Mluvit jazykem znamená osvojit si svět, kulturu. Antilský černoch, jenž chce být bílý, bude tím bělejší, čím více bude ovládat jazyk, jenž je kulturním nástrojem. Fanon své teoretizování uzavírá slovy: „Z historického hlediska je třeba pochopit, že černoch chce mluvit francouzsky, protože je to klíč, který mu může otevřít dveře, jež mu byly ještě před padesáti lety zapovězeny. U Antilanů, jichž se týká náš výklad, se setkáváme s hledáním jazykových odstínů a zvláštností, tedy prvků, jejichž prostřednictvím mohou sami sobě dokázat, nakolik jsou kulturně způsobilí.“

#### „Barevná žena a běloch“
Kapitola se zaměřuje na to, do jaké míry brání autentické lásce mezi barevnými ženami a evropskými muži nevědomé napětí. Pojednává o tom, jak se u barevných žen v důsledku kolonialismu projevuje pocit méněcennosti. Fanon čtenáře seznamuje s případy dvou románových žen, první z poloautobiografického románu Mayotte Capécia Jsem Martiničanka (Je suis martiniquaise; 1948) a druhé z románu Abdoulaye Sadji Nini, mulatka ze Senegalu (Nini, mulâtresse du Sénégal; 1954). Capécia je černoškou, která si podle Fanona bělošství idealizuje. Nade vše chce být s bělochem a snaží se přiblížit bělošské komunitě. Fanon také hovoří o tom, jak se mulatky považují za nadřazené černochům. O to se také jedná v případě milostného dopisu Mactara Nini, jež je mulatkou, v němž uznává – jakožto černoch – svou méněcennost, přičemž tvrdí, že jeho oddanost je dostatečným důvodem, aby si vybrala právě jeho. Předmětem této kapitoly je tak idealizace bělošství jak u bělochů, tak u „barevných“ žen.

#### „Barevný muž a běloška“
Fanon dále píše o touze černocha být bílým. Nejprve vypráví příběh o muži z Antil, který má po svém příjezdu do Evropy jediný cíl: vyspat se s bílou ženou. U černocha se prostřednictvím sexuální interakce s běloškou naplňuje podvědomá potřeba dokázat, že jeho hodnota je podobná hodnotě bílého muže. Fanon analyzuje příběh Jeana Veneuse, kterou napsal René Maran a o níž se domnívá, že je autobiografická. Jean Veneuse je antilský černoch žijící v Bourdeaux. Je součástí společenské a kulturní elity a zamiluje se do bělošky. Je si vědom stereotypu o touze černocha vyspat se s běloškou, a proto se zdráhá tento stereotyp naplnit. Fanon zkoumá psychodynamiku Veneusova osobnostního typu – negativně-agresivního opuštěného neurotika – a zajímá vliv tohoto typu na jeho milostné interakce. Negativně-agresivní opuštěný neurotik projevuje „strach ukázat se takovým, jakým ve skutečnosti je“, což vyplývá z pochybností o tom, zda může člověk být milován takový, jaký je, přestože v dětství zažil opuštění. Ke konci kapitoly Fanon zdůrazňuje, že zjištění o Jeanu Veneusovi nelze zobecnit na zkušenosti všech francouzských černochů, neboť Veneusův vývoj je do značné míry součástí jeho osobnostního typu. Fanon pak píše: „chtěli bychom odradit i od jakékoli snahy vztáhnout neúspěchy Jeana Veneuse k větší či menší koncentraci melaninu v jeho pokožce.“

#### „O domnělém komplexu závislosti kolonizovaného“
Kapitola obsahuje Fanonovu kritiku knihy Prospero a Kaliban (Psychologie de la colonisation; 1950; vyšlo též pod názvem Prospero et Caliban; 1956) Octava Mannoniho. Mannoni předkládá teorii, podle níž kolonizovaní Malgaši trpí komplexem méněcennosti, jenž dále vede ke komplexu závislosti. Fanon kritizuje domněnku, že tento komplex méněcennosti je kolonizovaným vrozený, a místo toho argumentuje vlivem lidských postojů. Komplex považuje za důsledek interakcí v koloniích. „Vznik pocitu méněcennosti je domorodým korelátem evropského pocitu nadřazenosti. Mějme odvahu to říct: člověka trpícího pocitem méněcennosti vytváří rasista.“ Mannoni je dále kritizován za to, že nebere v úvahu aktérství Malgašů a jejich schopnost rozhodnout se pro akci za vlastní nezávislost.

#### „Prožitá zkušenost černocha“
Jednou z teorií, jíž se v této kapitole Fanon věnuje, se zabývá různými schématy, které v člověku údajně existují, a tím, jak se liší u černochů. Píše o „tělesném schématu“ a teoretizuje o „historicko-rasovém schématu“, které existuje kvůli historii rasismu a způsobuje, že neexistuje jedno tělesné schéma, a to kvůli černošství, jež je spojeno s „epidermálním a rasovým schématem.“ Černoši nemohou být vnímání skrze jednotné tělesné schéma, jelikož jsou nazíráni jako reprezentanti své rasy a historie, a proto nemohou být viděni jinak než prostřednictvím svého těla. Neexistuje žádné univerzální černošské schéma. Tuto zkušenost popisuje jako: „už nešlo o znalost mého těla ve třetí osobě, ale v osobě ztrojené.“ Fanon tuto část shrnuje: „Dokud zůstane černoch doma, nebude muset, kromě drobných místních potyček, své bytí podrobovat zkouškám kvůli bližnímu.“
Fanon se také zabývá ontologií a tvrdí, že „nám tato disciplína [nedovoluje] pochopit černochovo bytí.“ Tvrdí, že vzhledem k tomu, že černošství vzniklo a nadále existuje v negaci bělošství, není ontologie filozofií, kterou by bylo možné použít k pochopení černošské zkušenosti, a to protože ignoruje „žitou zkušenost“. Černoch musí být černý a zároveň musí být černý ve vztahu k bělochovi.

#### „Negr a psychopatologie“
V této kapitole se Fanon věnoval tomu, jaký vliv může mít a má černošská identita na psychiku člověka. Jasně ukazuje, že zacházení s černochy způsobuje emocionální trauma. Tvrdí, že v důsledku toho, že má člověk černou barvu pleti, nejsou černoši schopni toto trauma skutečně zpracovat nebo „učinit nevědomým“. Černoši nejsou schopní nemyslet na to, že jsou černí, a na všechna historická i současná stigmata, která s tím souvisejí. Poukazuje na nedostatky velkých jmen psychologie, např. Sigmunda Freuda. Opakovaně zmiňuje význam teorie jazyka Jacquese Lacana. Fanon se zabývá duševním zdravím černochů, aby ukázal, že „tradiční“ psychologie byla vytvořena a založena bez ohledu na černochy a jejich zkušenosti.

### Psanci této země
Kniha Psanci této země vyšla poprvé krátce před Fanonovou smrtí v roce 1961 pod názvem Les damnés de la terre. Fanon obhajuje právo kolonizovaných národů použít násilí k dosažení nezávislosti. Kromě toho popsal procesy a faktory vedoucí k dosažení národních nezávislostí či k neokolonialismu během dekolonizačního hnutí, které po druhé světové válce zachvátilo velkou část světa. Na obhajobu používání násilí kolonizovanými národy Fanon poukazoval na to, že lidské bytosti, jež nejsou (kolonizátorem) považovány za lidi, nemají být ve svém postoji ke kolonizátorovi vázány obecnými zásadami lidskosti. Jeho kniha byla francouzskou vládou cenzurována. Základem přítomnosti kolonizátorů v Alžírsku je čistě vojenská síla. Jakýkoli odpor proti této síle musí být také násilné povahy, protože je to jediný „jazyk“, kterým kolonizátor mluví. Násilný odpor je tedy nutností, kterou kolonizátoři vnucují kolonizovaným.
Fanon potřebu násilného odporu zdůvodnil tím, že podstata kolonizace byla násilná, černoši byli zbaveni své půdy a bylo s nimi zacházeno jako s méněcennými lidmi, odplata za dosažení svobody musela být tudíž násilná. Fanon tvrdil, že pokud kolonizátor očekává, že kolonizovaní dosáhnou svobody mírovými prostředky, tak se jedná o dvojí metr. Fanon dále tvrdil, že v koloniálním prostředí existují dva druhy násilí. Jedním z nich bylo podle něj násilí, které používali kolonizátoři, a druhým protinásilí, které používali kolonizovaní.
V této práci je zmíněna situace kolem jihoafrického apartheidu. Africký národní kongres (ANC), socialistická strana Jihoafrické republiky, se v počátku ve svých metodách odporu přikláněl k odmítání násilí. Tato strategie však nepřinesla žádné výsledky. Místo toho se jejich nenásilné protesty setkaly s masovou střelbou ze strany jihoafrických policejních sil. Hromadná střelba a zabíjení černochů vedly k tomu, že se ANC nakonec k násilí uchýlil.

## Vlivy
Fanon byl ovlivněn řadou myslitelů a intelektuálních tradic, mj. Jeanem-Paulem Sartrem, Jacquesem Lacanem, hnutím négritude nebo marxismem.
Obzvláště významný vliv na Fanonův život měl Aimé Césaire. Césaire, vůdce hnutí négritude, byl Fanonovým učitelem a mentorem na Martiniku.

## Odkaz
Fanon měl vliv na protikoloniální a národně osvobozenecká hnutí. Zejména kniha Psanci této země měla zásadní vliv na činnost revolučních vůdců, jako byli Alí Šarí'atí v Íránu, Steve Biko v Jihoafrické republice, Malcolm X ve Spojených státech a Ernesto Che Guevara na Kubě.
Jeho vliv se dále projevil v osvobozeneckých hnutích Palestinců, Tamilů, Afroameričanů a dalších. Jeho dílo mělo zásadní vliv na Stranu černých panterů, zejména jeho myšlenky týkající se nacionalismu, násilí a lumpenproletariátu. V nedávné době byla Fanonovým dílem ovlivněna radikální jihoafrická chudinská hnutí, jako například Abahlali baseMjondolo. Jeho dílo mělo zásadní vliv i na brazilského pedagoga Paula Freireho.
Zásadně ovlivnil i současnou africkou literaturu. Jeho dílo slouží jako významná intelektuální inspirace pro spisovatele, jako je Ayi Kwei Armah z Ghany, Ken Bugul a Ousmane Sembène ze Senegalu, Tsitsi Dangarembga ze Zimbabwe nebo Ngũgĩ wa Thiong'o z Keni. Ngũgĩ jde tak daleko, že v knize Decolonising the Mind: The Politics of Language in African Literature (1986) tvrdí, že „není možné pochopit, co je základem afrického psaní“, aniž bychom si přečetli Fanonovu knihu Psanci této země.
Jeho texty o černošské sexualitě v knize Černá kůže, bílé masky si získaly pozornost řady akademiků a odborníků na queer teorii. Badatelé, kteří se zabývají Fanonovým pohledem na povahu černošské homosexuality a maskulinity, nabídli řadu kritických reakcí na jeho slova a bilancovali jeho pozici v rámci postkoloniálních studií a jeho vliv na formování současné černošské queer teorie.

## Dílo
- L'Œil se noie, Les Mains parallèles a La Conspiration, tři nepublikované hry napsané mezi lety 1949 a 1950
- Černá kůže, bílé ma lety sky (Peu noire, masques blanc, 1952; česky: Praha, tranzit.cz, 2011. ISBN 978-80-87259-12-2)
- L'An V de la révolution algérienne, 1959
- Psanci této země (Les Damnés de la Terre, 1961; česky: Praha, tranzit.cz, 2014. ISBN 978-80-87259-27-6)
- Pour la révolution africaine, 1964